# Canal de calcio tipo P
El canal de calcio tipo P es una proteína de membrana, una variante del canal de calcio dependiente de voltaje . Al igual que muchos otros canales de calcio activados por alto voltaje, la subunidad α1 es la que determina la mayoría de las propiedades fucnionales del canal. La 'P' se debe a las células de Purkinje del cerebelo, en referencia al sitio inicial donde fue descubierto el canal. El canal de calcio tipo P juega un papel similar al canal de calcio tipo N, es decir, en la liberación de neurotransmisores en la terminal presináptica y en la integración neuronal de muchos tipos neuronales.

## Historia
Los experimentos con los canales de calcio que condujeron al descubrimiento de los canales tipo P fueron completados inicialmente por Rodolfo Llinás en 1980. Los canales de calcio tipo P fueron nombrados en 1989 porque fueron descubiertos dentro de las neuronas de Purkinje de mamíferos. En sus estudios, usaron una preparación in vitro para examinar las corrientes iónicas que explicasen las propiedades electrofisiológicas de las células de Purkinje. Descubrieron que existen potenciales de acción dependientes del calcio que aumentan lentamente y disminuyen rápidamente y luego se hiperpolarizan. Los potenciales de acción dependían del voltaje y los potenciales poshiperpolarizantes estaban conectados a los disparos tipo ráfagas, ubicadas dentro de las dendritas de las células de Purkinje. Sin flujo de calcio dentro de las células de Purkinje, los potenciales de acción se disparan esporádicamente y a alta frecuencia.

## Estructura
Los canales de calcio de tipo P son canales de calcio dependientes de voltaje clasificados en la familia Cav2 junto con los canales de calcio tipo N y R, distinguiendose de la familia Cav1 que incluye el canal de calcio tipo L y la familia Cav3 que incluye al canal de calcio tipo T. Estos canales requieren una fuerte despolarización celular para poder activarse, de ahí que sean dependientes de voltaje de alto umbral. Estos canales se encuentran en las terminales de los axones, así como en las áreas somatodendríticas de las neuronas dentro del sistema nervioso central y periférico. Los canales de calcio de tipo P también son críticos en la liberación de vesículas, específicamente las que contienen neurotransmisores y hormonas a nivel de los terminales sinápticos tanto excitadoras e inhibidoras.
Los canales de calcio de tipo P dependientes de voltaje constan de una subunidad α1 principal (que se denomina más específicamente como Cav2.1) y que es la que forma los poros característicos de los canales. Consta también de una subunidad α2δ y una subunidad β. Puede haber subunidades γ que se localizan preferenciamente en los canales de calcio del músculo esquelético. La subunidad α1 es codificada específicamente por el gen CACNA1A y está compuesta por cuatro dominios, cada uno de los cuales contiene seis hélices α transmembrana (S1-S6). Se cree que el bucle S1-S2 y la región S6 son responsables de la inactivación del canal, la región S4 sirve como sensor de voltaje y el bucle S5-S6 forma el poro. Hay siete subunidades dentro de la subunidad α1. La subunidad A, denominada α1ACa2+, corresponde a lo que funcionalmente se define como las isoformas tipo P y tipo Q. Los canales de calcio de tipo P y tipo Q están estrechamente relacionados, ya que se producen a partir del mismo gen a través de empalmes alternativos. Como complicación del empalme alternativo, los canales tipo P y tipo Q pueden tener diferentes composiciones de subunidades. La subunidad β regula la cinética y expresión del canal, junto con la subunidad α2δ.

## Ubicación

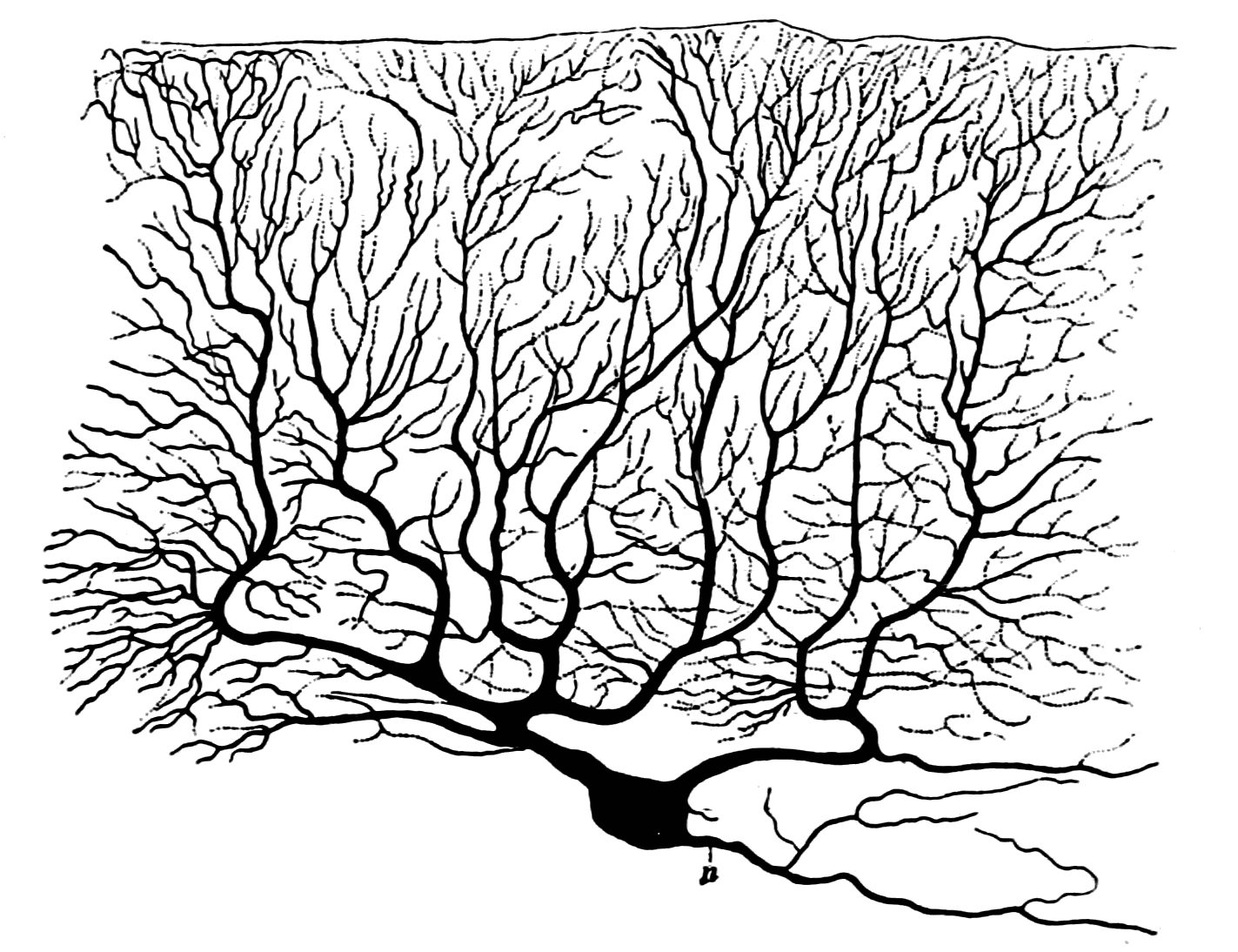
Célula de Purkinje teñida de un cerebelo humano. Los canales de calcio tipo P se encuentran en una alta densidad en las dendritas.

La mayoría de los canales de calcio de tipo P se encuentran en el sistema nervioso y el corazón. El etiquetado de anticuerpos es el método principal utilizado para identificar la ubicación del canal.
Las áreas de alta expresión en los sistemas de los mamíferos incluyen:
- Dendritas de células de Purkinje[13]
- Retículo endoplasmático liso
- Membrana celular
- Células periglomerulares en el bulbo olfatorio
- corteza cerebelosa
- Neuronas en el tronco encefálico, cortezas entorrinal y piriforme, y la habénula.[12]

## Bloqueadores de canales
Los bloqueadores de los canales de calcio de tipo P actúan para impedir el flujo de calcio por los poros del canal. El bloqueo de las corrientes de calcio puede hacer que el organismo experimente un deterioro del funcionamiento y viabilidad. Estos efectos pueden conducir a diversas enfermedades y trastornos.
Los poros de los canales de calcio tipo P son sensibles a compuestos que se pueden dividir en tres grupos:
1. Bloqueadores de canales de iones peptídicos
2. Compuestos de bajo peso molecular
3. Terapéutica[1]

Solo hay dos toxinas peptídicas que bloquean selectivamente los canales de tipo P: ω- agatoxina IVA y ω-agatoxina IVB. Los otros bloqueadores mencionados, como los bloqueadores terapéuticos y de bajo peso molecular, no son selectivos. Esto significa que pueden actuar en canales de tipo P, así como en otros canales.

### Toxina peptídica selectiva ω-agatoxina

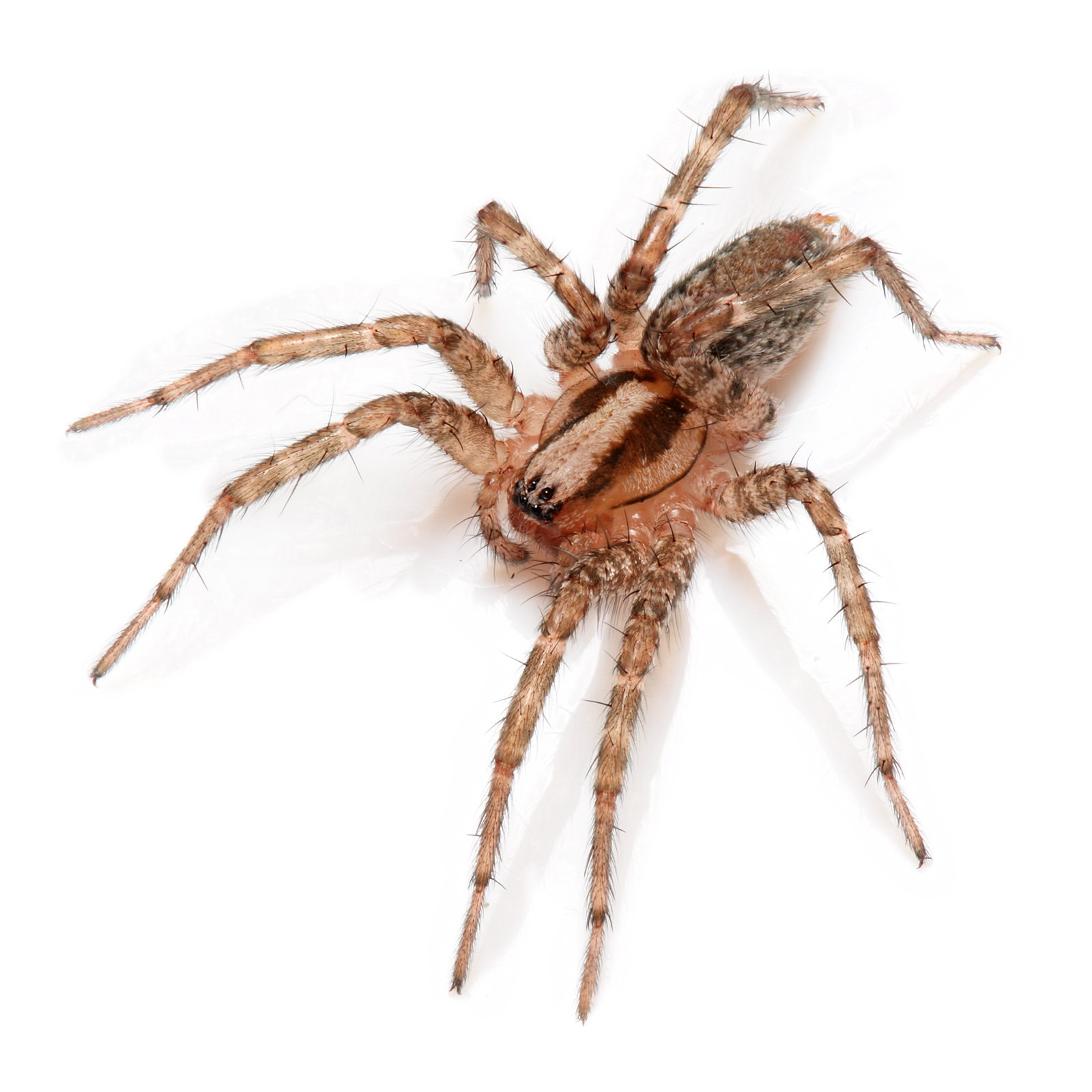
El veneno de la araña Agelenopsis es un bloqueador específico de los canales de calcio de tipo P

Los dos bloqueadores conocidos específicos para los canales de calcio de tipo P son péptidos derivados del veneno de araña de Agelenopsis aperta. Las toxinas de este veneno que muestran selectividad por los canales de tipo P son la ω-agatoxina IVA y la ω-agatoxina IVB. Cada una de estas toxinas peptídicas está formada por 48 aminoácidos que están unidos por cuatro enlaces disulfuro. Aunque la ω-agatoxina IVA y la ω-agatoxina IVB tienen la misma afinidad y selectividad por los canales de calcio tipo P, su cinética es diferente. La ω-agatoxina IVA afecta el mecanismo de activación del canal de tipo P. Cuando hay una fuerte despolarización para activar el canal, la ω-agatoxina IVA deja de ser capaz de bloquear el canal. Por lo tanto, la ω-agatoxina IVA tiene una afinidad muy baja por el canal cuando está abierto. Se une a nivel de la subunidad α1A en el exterior del poro. El receptor IVA de ω-agatoxina en el canal de tipo P se encuentra en la región S3-S4. Por otro lado, el bloqueo de canales por ω-agatoxina IVB ocurre mucho más lentamente. Sin embargo, de forma similar a la ω-agatoxina IVA, la ω-agatoxina IVB no puede unirse al canal tras una fuerte despolarización.

### Toxinas peptídicas no selectivas
- La ω-grammotoxina SIA es una toxina peptídica derivada del veneno de la araña Grammostola spatulata. Actúa para modificar la activación del canal de tipo P.
- ω-PnTx3-3, PnTx3-3 y phonetoxin IIA son todas toxinas de la araña Phonoetrica nigriventer que actúan para bloquear la corriente a través de los canales de calcio tipo P.
- DW13.3 es una toxina peptídica de la araña Filistata hibernalis y está compuesta por 74 aminoácidos. También funciona para bloquear la corriente a través de los canales de calcio tipo P.
- ω- Las conotoxinas se derivan del veneno de los caracoles cono . La ω-conotoxina MVIIC actúa dentro de las neuronas piramidales CA1 del hipocampo para bloquear los canales de tipo P. Además, dentro de las neuronas CA3 del hipocampo, esta toxina bloquea la transmisión sináptica . Sus efectos son lentos.
- La calcicludina proviene del veneno de Dendroaspis angusticeps, que es una mamba verde . Tiene la capacidad de bloquear canales de tipo P en función del voltaje.
- La kurotoxina proviene del veneno del escorpión Parabuthus . En las neuronas del tálamo, la kurtoxina disminuye las corrientes de calcio de alto umbral, sin embargo, en las células de Purkinje, aumenta las corrientes de calcio.[1]

### Bloqueadores de canales de tipo P de bajo peso molecular
Los bloqueadores de canales de bajo peso molecular tienen ventajas sobre los bloqueadores de péptidos en el desarrollo de fármacos. Una ventaja de los bloqueadores de canales de bajo peso molecular es que pueden penetrar en los tejidos, lo cual es importante para cruzar la barrera hematoencefálica . No existe un bloqueador de canales de bajo peso molecular específico para los canales de tipo P. Sin embargo, hay varios de estos compuestos bloqueadores que pueden afectar la actividad de los canales de tipo P. Éstas incluyen:
- La roscovitina es un inhibidor de la cinasa dependiente de ciclina . Aumenta la corriente de calcio en las interneuronas neoestriatales al enlentecer la desactivación del canal. Además, la roscovitina puede actuar como agonista o antagonista de los canales de calcio de tipo P en la membrana presináptica.
- La isoprenalina es un agonista de los receptores adrenérgicos β y provoca un aumento de la corriente de los canales de calcio de tipo P. La isoprenalina actúa a través de una vía de señalización de AMPc .
- Eliprodil y la antazolina son antagonistas de los receptores NMDA y actúan bloqueando los canales de tipo P. Eliprodil puede disminuir las corrientes del canal de tipo P en las neuronas de Purkinje en el cerebelo .
- La dodecilamina solo puede bloquear los canales de tipo P cuando están en estado abierto.
- El etanol puede bloquear los canales de tipo P cuando está en una concentración lo suficientemente alta. El bloqueo de los canales de tipo P podría ser el motivo de la ataxia al beber alcohol.[1]

### Terapéutica
Existen tratamientos utilizados clínicamente que pueden afectar la actividad de los canales de calcio de tipo P. Sin embargo, el objetivo principal de estas terapias no son necesariamente los canales de tipo P. Por ejemplo, los antagonistas del calcio, indicados en el manejo de la enfermedad coronaria, hipertensión arterial y la arritmia cardíaca, actúan inhibiendo los canales de calcio tipo L o tipo T. Algunos de estos antagonistas del calcio incluyen verapamilo, diltiazem, amlodipina, benidipina, cilnidipina, nicardipina y barnidipina. Aunque su objetivo principal no son los canales de tipo P, estos antagonistas del calcio también actúan bloqueando la función de los canales de tipo P. La flunarizina es otro antagonista del calcio que se usa para tratar las migrañas. Sus objetivos principales son los canales de calcio dependientes de voltaje y canales de sodio. La flunarizina inhibe los canales de tipo P que se encuentran en los cortes neocorticales. Actúa inhibiendo el flujo de entrada de calcio. Las migrañas que ayuda a prevenir se deben a mutaciones dentro del gen "cacna1a" de la subunidad del canal tipo P. Además, se ha demostrado que los compuestos que bloquean los canales de tipo P ayudan con las convulsiones. Las convulsiones epilépticas son causadas por un aumento de la neurotransmisión, que es parcialmente el resultado de los canales de tipo P. Se sabe que compuestos como levetiracetam, lamotrigina y carbamazepina bloquean los canales de tipo P, lo que ha ayudado a disminuir la aparición de convulsiones. En general, existen varios bloqueadores de los canales de calcio no selectivos que ayudan a aliviar los síntomas de Hipertensión arterial, esquizofrenia, trastornos del ritmo cardíaco, epilepsia, dolor, asma, bradicardia, angina de pecho y enfermedad de Alzheimer. Aunque muchos de los objetivos principales de los compuestos terapéuticos no son los canales de tipo P, se necesita más investigación para determinar si los efectos clínicos de estos compuestos también están influenciados por el bloqueo de los canales de tipo P.

Liberación de neurotransmisores de una neurona presináptica (A) que contiene los canales de calcio (6). 1. mitocondrias; 2. Vesícula sináptica llena de neurotransmisor; 3. autorreceptor; 4. Hendidura sináptica; 5. receptor de neurotransmisores en la neurona post sináptica (B); 7. Neurotransmisor liberador de vesículas fusionadas; 8. Bomba de recaptación de neurotransmisores.

Existen una serie de enfermedades neurológicas que se han atribuido a canales de tipo P/Q defectuosos o mutados.

### Enfermedad de alzheimer
En la enfermedad de Alzheimer, hay una acumulación progresiva de proteína β-amiloide (Aβ) en el cerebro. Se desarrollan placas de amiloide que dan como resultado los síntomas clave de la enfermedad de Alzheimer. La proteína globulomer Aβ es una sustancia artificial utilizada en experimentos de investigación que tiene propiedades similares al oligómero Aβ que está presente en el cuerpo. El oligómero Aβ regula directamente los canales de calcio de tipo P/Q. La subunidad α1A es la responsable de la conducción de la corriente de calcio. Cuando solo los canales de calcio de tipo P/Q están presentes con la proteína globulomérica Aβ, hay un efecto directo sobre la subunidad α1A y da como resultado un aumento de la corriente de calcio a través del canal de calcio de tipo P/Q. La respuesta depende de la dosis, ya que se necesitan concentraciones de 20 nM y 200 nM de globulómero Aβ para un aumento significativo de la corriente de calcio a través del canal en los ovocitos de Xenopus, lo que demuestra que es necesaria cierta acumulación de globulómero Aβ antes de que se observen los efectos. Cuando aumenta la corriente de calcio, también aumenta la liberación de neurotransmisores, lo que ofrece una posible causa de la toxicidad en pacientes con enfermedad de Alzheimer.

### Migrañas
El gen CACNA1A codifica para la subunidad alfa del canal de calcio tipo P/Q. La mutación R192Q del gen CACNA1A es una mutación de ganancia de función para los receptores P2X3. Los receptores P2X3 están presentes en neuronas del ganglio del trigémino y se cree que son los principales contribuyentes a la migraña hemipléjica familiar. Mediante el uso de un experimento knock-in, esta mutación podría expresarse en ratones para que la investigación pudiera llevarse a cabo. El ratón mutante tiene una actividad del receptor P2X3 significativamente mayor que el ratón de tipo salvaje debido a la mayor probabilidad de apertura del canal y la activación del canal a voltajes más bajos. Esta mayor actividad del receptor da como resultado un mayor flujo de calcio a través del canal de calcio de tipo P/Q. El aumento de la concentración de calcio intracelular puede contribuir al dolor agudo del trigémino que típicamente resulta en un dolor de cabeza. La evidencia respalda que las migrañas son un trastorno de la excitabilidad cerebral caracterizado por una regulación deficiente del equilibrio excitador-inhibidor cortical.

### Convulsiones
El levetiracetam es un fármaco antiepiléptico que se puede utilizar para tratar las convulsiones parciales y generalizadas . El levetiracetam inhibe la liberación de glutamato mediada por el canal P/Q y disminuye las corrientes postsinápticas excitatorias de los receptores AMPA y NMDA en el hipocampo, específicamente en la circunvolución dentada, donde propaga las actividades convulsivas. La inhibición de esta liberación de glutamato da como resultado una respuesta antiepiléptica en los pacientes porque disminuye la corriente postsináptica excitadora. Hay muchos tipos diferentes de canales de calcio, por lo que para demostrar que los canales de calcio de tipo P/Q están directamente implicados, se utilizó un inhibidor de los canales de calcio dependiente de voltaje de tipo P/Q, la omega-agatoxina TK, y bloquear el canal. Así bloqueados sus canales, los pacientes ya no se beneficiaban de los efectos antiepilépticos de los medicamentos. Cuando se usaron bloqueadores de los canales de calcio tipo L y tipo N, los efectos del levetiracetam aún podían ser observadas. Esta es una fuerte evidencia de que los canales de calcio tipo P/Q están involucrados en el tratamiento con levetiracetam, lo que permite el alivio en el manejo de las convulsiones.

## Estudios de mutaciones
Las mutaciones de los canales de calcio de tipo P dan como resultado una disminución del nivel de calcio disponible libre en el espacio intracelular. Mantener la homeostasis del calcio es esencial para el funcionamiento normal de las neuronas. El variar la concentración de iones de calcio celular actúa como desencadenante de múltiples enfermedades, en casos severos estas enfermedades pueden resultar en muerte neuronal masiva.
Los estudios de estas mutaciones permiten encontrar evidencias de canalopatías genéticamente heredadas. Una canalopatía es cualquier enfermedad que resulta de un canal iónico con subunidades o proteínas reguladoras que funcionan mal. Un ejemplo de una canalopatía del canal de calcio de tipo P se muestra en ratones homocigóticos atáxicos, que son recesivos tanto para los genes tambaleantes como para los más delgados. Estos ratones presentan mutaciones en la subunidad alfa1A de sus canales tipo P/Q. Las mutaciones en estos canales dan como resultado deficiencias dentro de las células de Purkinje del cerebelo que reducen drásticamente la densidad de corriente de los canales.
Las mutaciones "tambaleantes" dentro de los ratones de laboratorio son el resultado de una mutación de sentido erróneo y causa la aparición tardía de convulsiones y ataxia. La mutación tambaleante sustituye solo un aminoácido de prolina en lugar de una leucina dentro de la región P del canal. La región P es responsable de la formación del poro del canal iónico. 
Por otro lado, se ha demostrado que la mutación más delgada, que provoca síntomas más graves que la mutación tambaleante, es el resultado de una sustitución de un solo nucleótido que provoca fallas en el empalme dentro del marco abierto de lectura de los canales. Las mutaciones en la subunidad formadora de poros de los canales de calcio tipo P causan ataxia, respiración severamente alterada al disminuir la ventilación minuto así como síntomas asociados con atelectasia. También se han encontrado evidencias que las mutaciones a nivel del Cav2.1 afectan la transmisión dentro del complejo pre-Bötzinger, un grupo de interneuronas en el tronco encefálico que ayudan a regular la respiración.